# Семытинка
Семытинка — река в России, протекает по Пестовскому району Новгородской области и Сандовскому району Тверской области. Устье реки находится в 160 км по правому берегу реки Молога. Длина реки составляет 43 км, площадь водосборного бассейна — 245 км².
Исток реки находится в Пестовском районе. Ниже в Сандовском районе на берегу реки стоят деревни Плосково, Путилово-Зарека и Кольцово Лукинского сельского поселения. Ниже, ближе к устью, река вновь течёт по Пестовскому району Новгородской области. Недалеко от устья на правом берегу реки стоят деревни Борихино и Семытино Пестовского сельского поселения.

## Данные водного реестра
По данным государственного водного реестра России относится к Верхневолжскому бассейновому округу, водохозяйственный участок реки — Молога от истока и до устья, речной подбассейн реки — Реки бассейна Рыбинского водохранилища. Речной бассейн реки — (Верхняя) Волга до Куйбышевского водохранилища (без бассейна Оки).
Код объекта в государственном водном реестре — 08010200112110000006276.

## Топографические карты
- Лист карты O-37-49 Сандово. Масштаб: 1 : 100 000. Издание 1978 г.
- Лист карты O-36-60 Пестово. Масштаб: 1 : 100 000. Состояние местности на 1983 год. Издание 1986 г.